# Angela Hitler
Angela Franziska Johanna Hammitzsch (nascida Hitler; Braunau am Inn, 28 de julho de 1883 — Hanôver, 30 de outubro de 1949) foi a meia-irmã mais velha de Adolf Hitler.
Angela Hitler nasceu em Braunau am Inn, Áustria, segunda da prole de Alois Hitler e sua segunda mulher, Franziska Matzelberger. Sua mãe morreu no ano seguinte a seu nascimento. Ela e seu irmão Alois Hitler Jr. foram criados por seu pai e sua terceira mulher, Klara Hitler. Seu meio-irmão Adolf Hitler nasceu seis anos após ela, e eles cresceram sempre juntos. Ela é a única de seus irmãos mencionada no Mein Kampf.